# Tagai (Irkutsk)
Tagai (russisch Тага́й) ist ein Dorf (russisch деревня, derewnja) in der Oblast Irkutsk in Russland mit 179 Einwohnern (Stand 14. Oktober 2010).
Der Ort liegt etwa 45 km Luftlinie nordwestlich des Rajonverwaltungszentrums Ossa und 170 km nordnordwestlich des Oblastzentrums Irkutsk am Ufer des gleichnamigen Flusses, der einige Kilometer südlich in den Bratsker Stausee der Angara beziehungsweise dessen vom rechten Angara-Zufluss Ossa gebildete Bucht mündet.
Der Ortsname stammt vom burjatischen Wort таха (tacha) ab, das „Hufeisen“ bedeutet.